# Marc de Provence
Le marc de Provence est une eau-de-vie française obtenue par distillation de marc de raisin provenant exclusivement de l’aire géographique de Provence-Alpes-Côte d'Azur ainsi que de deux départements de la région Auvergne-Rhône-Alpes. Il bénéficie depuis 1942 d'une appellation réglementée.

## Historique

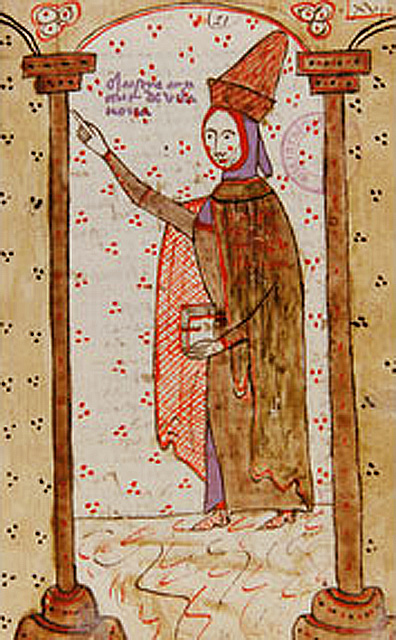
Arnaud de Villeneuve, miniature du XVe siècle à la bibliothèque Inguimbertine de Carpentras

On doit à Arnaud de Villeneuve, professeur à la faculté de Montpellier et médecin de Clément V, pape d'Avignon, les premiers essais réguliers de distillation. Les effets excitants de l'alcool distillé lui inspirèrent le nom d'eau-de-vie. Il découvrit que l'ajout de cette eau-de-vie au vin arrête la fermentation, le vin conserve ainsi les sucres de raisin sans tourner au vinaigre. C'est le principe du mutage qui lui permit d'élaborer les premiers ratafias ainsi que des vins mutés.
Jean-Pierre Bénézet, dans son étude sur l'usage de l'alcool dans la pharmacopée médiévale, indique que aqua vite et aqua ardens n'apparaissent que rarement dans les inventaires. De plus, le dernier terme peut aussi désigner la lessive des savonniers.
En Provence, même si la graphie latine reste encore prédominante, il est quelquefois noté aygo vithe. Les officines, bien équipées, possèdent un alambic réservé à la distillation de l'eau-de-vie. Mais les plus gros stocks ne dépassent pas la dizaine de litres. Dans le livre de compte d'un apothicaire d'Arles, Raymond Tarascon, qui vécut au milieu du XVe siècle, on trouve quelques ventes d'eau-de-vie (aqua vite et aqua ardens), ainsi que les quantités vendues, entre deux onces et une livre.

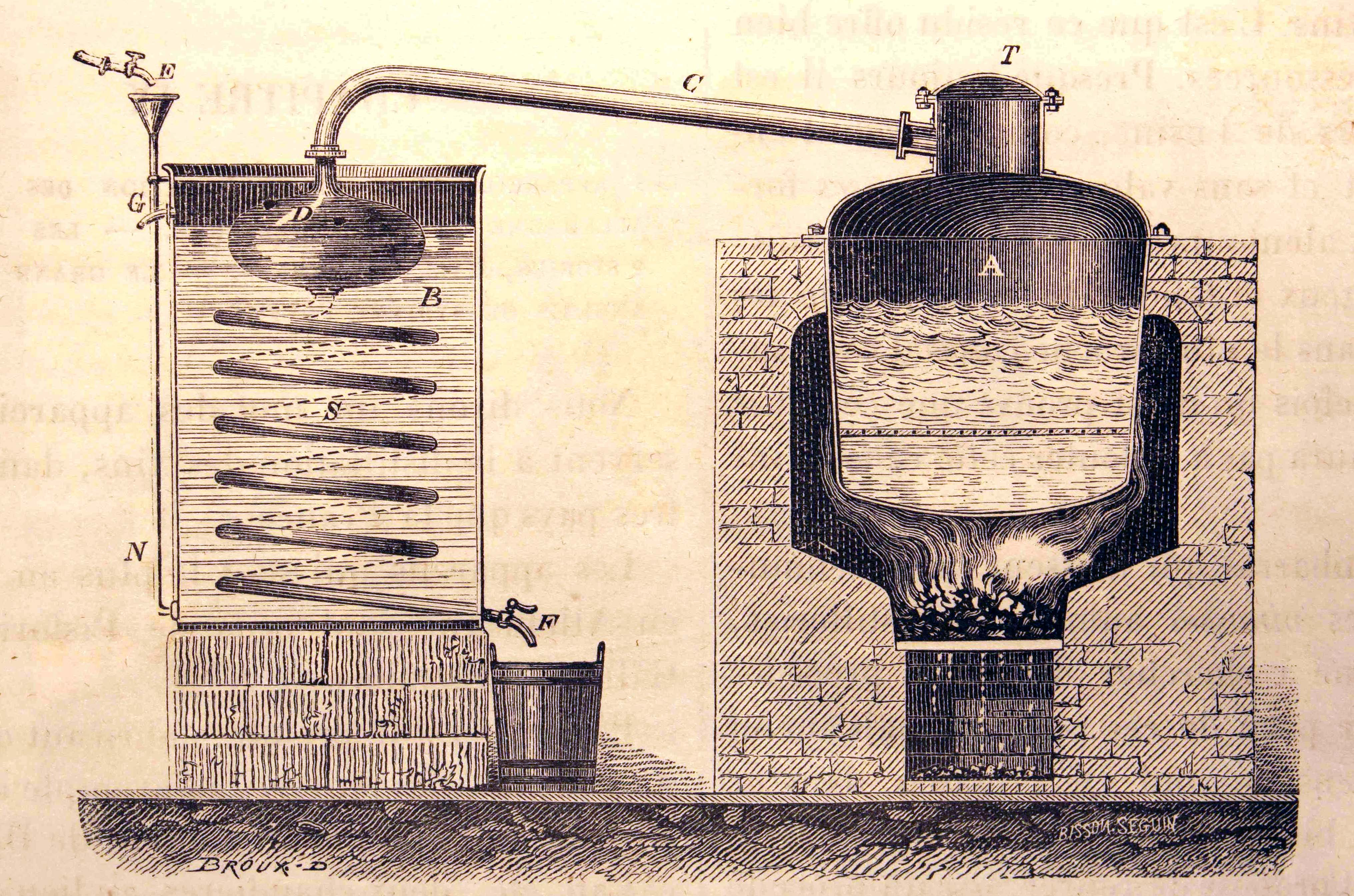
Alambic à double fond pour la distillation des marcs de raisin.

Le 12 janvier 1633 sont instaurés les premiers droits perçus sur les eaux-de-vie. Mais ils restent relativement minimes face à ceux du vin, à tel point que jusqu'au XVIIIe siècle, la Suisse n'achetait dans la basse vallée du Rhône que des eaux-de-vie (marc et vin distillés), car ces alcools n'étaient pas soumis aux mêmes droits de péage que le vin en remontant le Rhône.
Le 31 mars 1803, Napoléon instaure le privilège des bouilleurs de cru, avec une exonération de taxes pour la distillation de 10 litres d'alcool pur ou pour 20 litres d'alcool à 50 %. En 1815, de retour de l'île d'Elbe, l'empereur supprime les taxes sur les boissons.

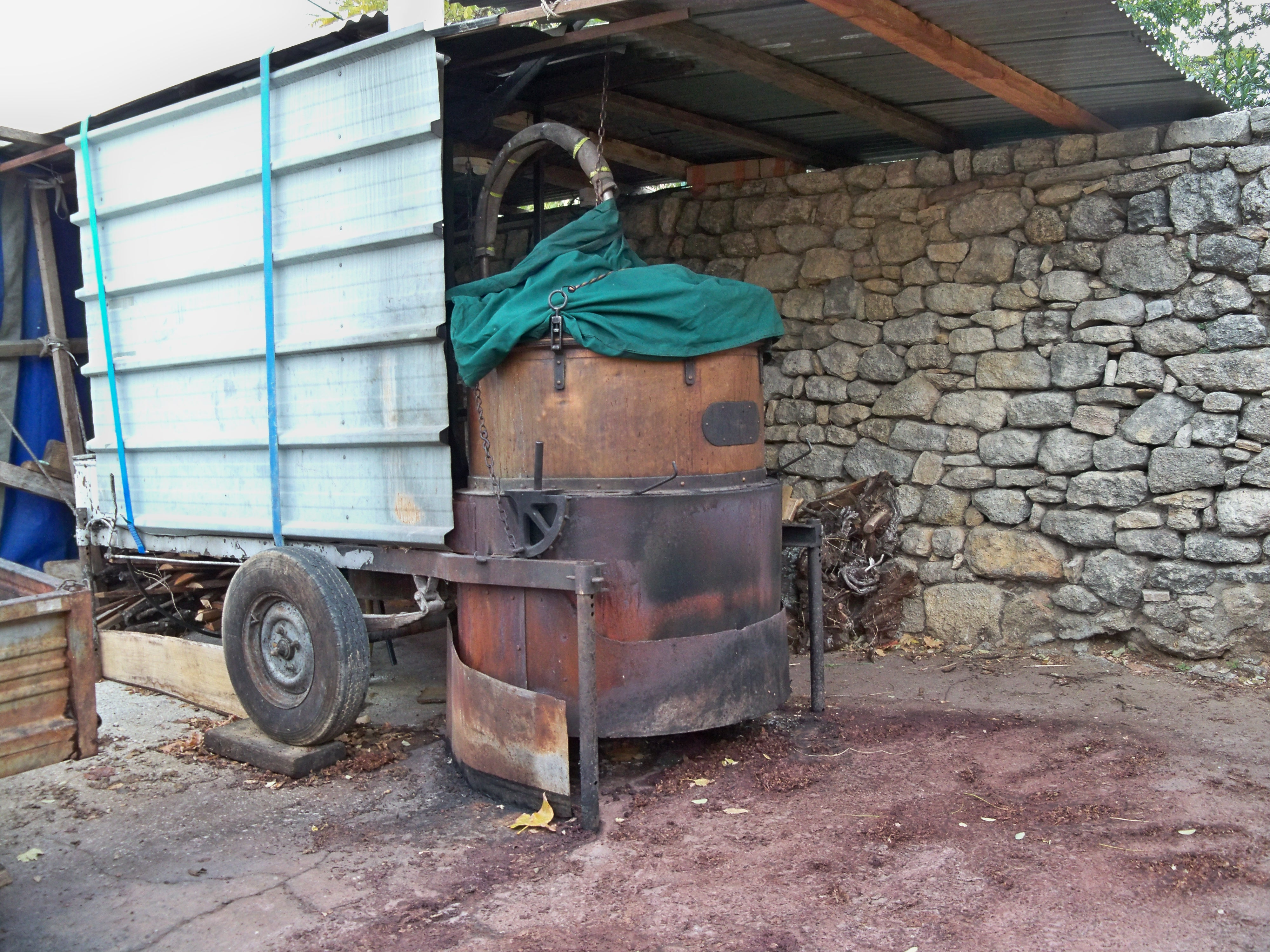
Alambic en cuivre chauffé au feu de bois pour distiller le marc en Haute-Provence

Il est décidé, le 20 juillet 1831, que le bouilleur de cru doit être propriétaire de son verger ou de sa vigne. Marcel Scipion narre comment son père, qui vivait au début du XXe siècle au hameau de Vénascle, au pied du Serre de Montdenier, dans la commune de Moustiers-Sainte-Marie, faisait venir des raisins du Luberon pour faire son vin. En dépit de la suppression du privilège, il en conservait les rafles jusqu'à la Toussaint pour distiller son marc, c'était la seule date dans le calendrier civil où aucun gendarme n'aurait osé verbaliser. Mais par précaution - à cause de l'odeur répandue - il allait les distiller, grâce à son alambic à lavande, dans un coin perdu de la montagne et pouvait faire son eau-de-vie pour l'année.

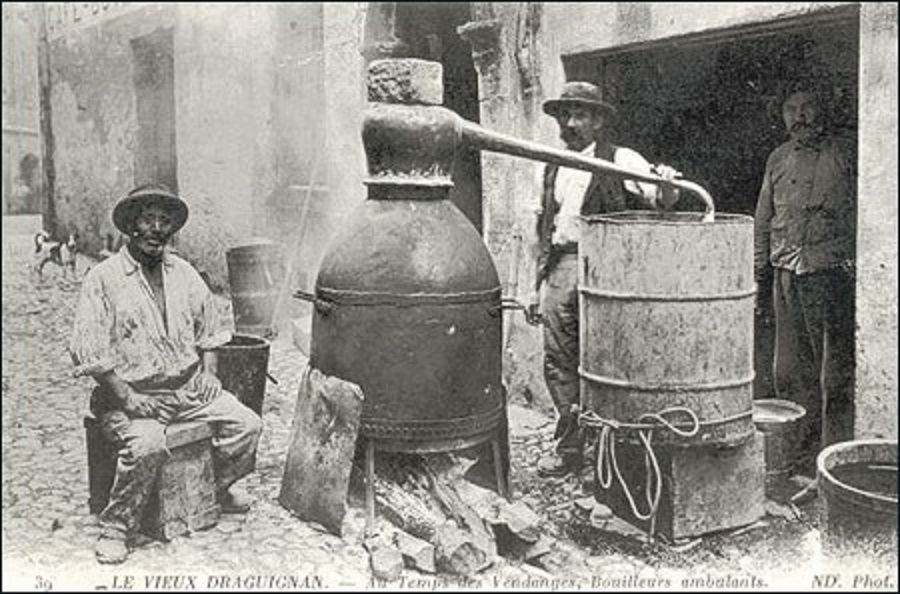
Distillateurs ambulants à Draguignan au début du XXe siècle

Dans la seconde moitié du XIXe siècle, la viticulture française fait face à plusieurs crises : l'oïdium, le phylloxéra en 1863, et le mildiou. Grâce à la bouillie bordelaise et à l’introduction de plants américains utilisés comme porte-greffes naturellement résistants au phylloxéra, la vigne se trouve complètement régénérée. En France, la production méridionale revient à son niveau pré-phylloxérique, ce qui provoque une crise de surproduction et cause la révolte des vignerons du Midi. On tente de mettre en place un mécanisme de régulation du marché fondé sur le volontariat. Les viticulteurs qui le souhaitent peuvent vendre leurs excédents de vin à la distillerie où il sera transformé en alcool. La Première Guerre mondiale interrompit le projet. Cette surproduction chronique allait être absorbée par les poilus.

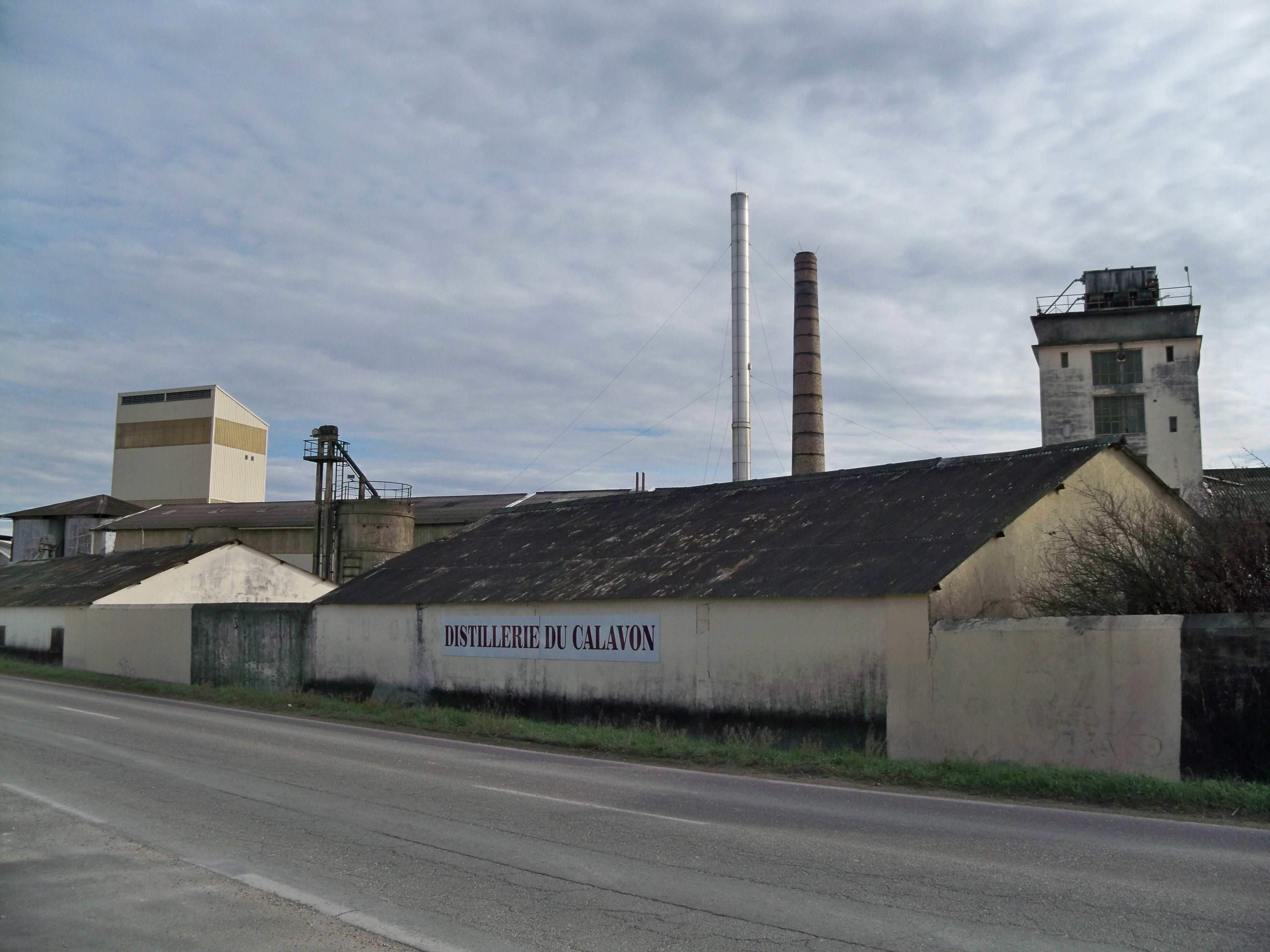
Distillerie du Calavon à Coustellet

En 1916, les avantages du privilège diminuent avec la suppression de l'attribution de la franchise 10 litres. La première distillerie vinicole coopérative en Provence fut créée dans le Var en 1930 à Saint-Maximin. Dans le Vaucluse, ce fut celle de Coustellet sous le nom de distillerie du Calavon. Ses premiers bâtiments furent construits en 1935 puis, entre 1943 et 1949, furent édifiés les silos à marc.
Le 11 juillet 1953, le privilège n'est plus réservé qu'à une majorité d'agriculteurs. Puis le 30 août 1960, les pouvoirs publics suppriment l'allocation de franchise pour les nouveaux bouilleurs de cru. Ce qui va provoquer à terme la quasi-disparition de ceux qui faisaient distiller légalement leur marc de raisin par des distillateurs ambulants.

## Réglementation et cahier de charges
En contrepartie, par arrêté du 11 avril 1946 portant application des décrets no 603 et 604 du 23 février 1942, l'eau-de-vie de Provence est valorisée par une appellation. Elle est réglementée : « Seules pourront bénéficier des dénominations eaux-de-vie de vin originaires de Provence et eaux-de-vie de marc originaires de Provence les eaux-de-vie de vin ou de marc répondant aux conditions ci-après énumérées et provenant de vins ou de marcs récoltés et distillés sur les territoires des départements suivants : Alpes-Maritimes, Var, Bouches-du-Rhône, Vaucluse, Basses-Alpes, Hautes-Alpes, Drôme et Isère »,.
Ces eaux-de-vie doivent provenir de marcs sains obtenus par une vinification conforme aux usages locaux, loyaux et constants. Les marcs devront être issus de cépages autorisés pour la production du vin de la région de Provence. La distillation se fait dès la réception des marcs, pendant les vendanges, ou durant les quelques jours suivants (elle se termine au maximum le 15 novembre). Ces eaux-de-vie sont ensuite présentées par lots à la dégustation devant un organisme local composé de professionnels des eaux-de-vie et de représentants des pouvoirs publics pour agrément ou refus.
En 1948, le Marc des Côtes du Rhône devient une appellation réglementée différente de celle du Marc de Provence,.

## Deux noms pour la même appellation
Dans les Alpes-Maritimes, on appelle branda le marc de Provence. C'est la même eau-de-vie obtenue par la distillation du marc de raisins fermentés. Une désignation très proche de brandy (abréviation de brandywine), dérive du néerlandais brandewijn signifiant vin brûlé.
Parmi les nombreuses utilisations du vocable branda en Provence, S.J. Honnorat indique dans son Dictionnaire celle qui a abouti à brandevïn (de l'allemand brandwein), un synonyme d'eau-de-vie qui se décline ensuite en brandevinier, celui qui vend de l'eau-de-vie dans un camp ou dans une garnison. Cette branda participait à un rite magique puisque lors d'une naissance, la famille s'empressait d'en humecter les lèvres du nouveau-né avec un peu de sel avant de lui frotter la bouche avec de l'ail.
Chaque année, à Gorbio, est organisée la fête de la branda. Cette manifestation centrée autour de la distillation du marc sortie de l'alambic d'un des derniers bouilleurs de cru, venu de Lucéram, fait aussi la partie belle aux produits régionaux et du terroir.

## Consommation rituelle
En Provence, la consommation d'alcool relève surtout du monde des hommes qui se retrouvent quotidiennement au café, endroit privilégié de leurs libations. La consommation qui y est faite apparaît plus comme un prétexte que comme une fin en soi : « En ce lieu de convivialité, boire fait partie des rites et il y a, parmi ceux-ci, celui de la tournée générale où chacun doit payer son coup en remettant la sienne. C'est un geste quasi institutionnel qui célèbre et conforte le sentiment d'appartenance au groupe informel que représentent les habitués. ».
Cette pratique implique qu'il faut savoir tenir l'alcool, donc faire partie du clan des hommes qui savent boire. Quant à l'inverse, il est le lot, soit de la jeunesse, soit du mauvais buveur. Au premier, avec quelque mansuétude, on laisse le temps d'apprendre, au second, sans rémission possible, on n'accorde que son mépris ou sa pitié. « Le café provençal est un lieu d'initiation aux normes collectives, d'où découle une certaine manière d'être en groupe, d'être entre hommes, d'être un homme. ».

## Producteurs

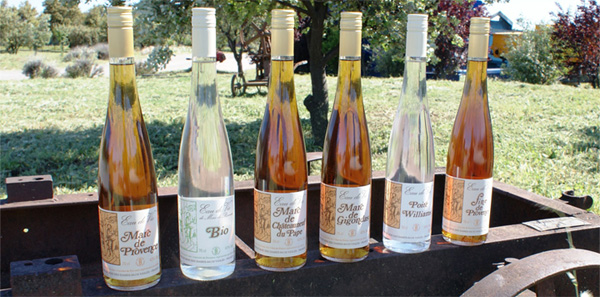
Gamme de la distillerie du Bois des Dames

- Aureto, domaine viticole à Gargas[13].
- Château de Saint-Martin, à Taradeau[13].
- Château Pas-du-Cerf, à la Londe-des-Maures[13].
- Commanderie de Peyrassol, à Flassans-sur-Issole[13].
- Distillerie du Bois des Dames, à Violès[14].
- Distilleries de Provence, à Forcalquier marque Cordelier[13].
- Distillerie Auguste Blachère, à Châteauneuf-du-Pape, marque Gros Calan[22].
- Distillerie Janot, à Aubagne, marque Garlaban grande réserve[23].
- Distillerie Manguin, île de la Barthelasse, Avignon[13].
- Domaine de La Royère, à Oppède[13].